# Einherjer
Einherjer je viking/black metal-sastav iz Haugesunda, Norveške, osnovan 1993. godine. Sastav na nekim albumima mijenja svoj glazbeni izričaj te eksperimentira s narodnom glazbom, dok se na pojedinim albumima drži tradicionalnog black metal zvuka. Tekstovi pjesama uglavnom se temelje na legendama i pričama iz nordijske mitologije. Sastav se razišao početkom 2004., kratko nakon objave albuma Blot koji je bio objavljen u prosincu 2003. godine. U prosincu 2004. godine članovi Einherjera osnivaju novu thrash metal grupu (pod vodstvom prvotnih osnivača Frode Glesnesa i Gerharda Storesunda) Battered zajedno s basistom Oleom Moldesætherom.
Četiri godine kasnije sastav najavljuje svoj povratak te novu turneju tokom ljeta 2008. i nastup na popularnom festivalu heavy metal glazbe Wacken Open Air. 
Naziv Einherjer je preuzet iz nordijske mitologije. Termin se koristi kao naziv za pogubljene ratnike koji nakon smrti odlaze u Valhallu gdje se pridružuju bogu Odinu.

## Diskografija
Studijski albumi
- Dragons of the North (1996.)
- Odin Owns Ye All (1998.)
- Norwegian Native Art (2000.)
- Blot (2003.)
- Norrøn (2011.)
- Av oss, for oss (2014.)
- Dragons of the North XX (2016.)
- Norrøne spor (2018.)
- North Star (2021.)

EP-ovi
- Leve vikingånden (1995.)
- Far Far North (1997.)

Demo-uradci
- Aurora Borealis (1994.)
- 2002 Demo (2002.)